# 坂本政謙
坂本 政謙（さかもと まさのり、1964年 - ）は、日本の実業家、株式会社岩波書店代表取締役社長。

## 人物・経歴
1964年、青森県八戸市生まれ。青森県立八戸高等学校、立教大学法学部法学科卒業。大学時代は高畠通敏に師事。コスモ石油株式会社勤務を経て、1990年に岩波書店に入社。営業部で書店営業を担当したのち編集部へ異動、学術書の部門で『丸山眞男集』等の実務を担う。その後、『シリーズ　思考のフロンティア』や、原研哉、原田宗典等の著書を企画・編集。1999年に佐藤正午に小説を依頼し、佐藤のエッセイ集や短編集を編みながら、時が熟すのを待つ。2017年、担当した佐藤正午の『月の満ち欠け』が第157回直木賞を受賞。贈賞式では欠席した佐藤の代わりに受賞の言葉を代読した。他の担当した主な受賞作として、加藤典洋『言語表現法講義』が第10回新潮学芸賞を受賞。佐藤卓己『「キング」の時代――国民大衆雑誌の公共性』が、第24回日本出版学会賞、第25回サントリー学芸賞（社会・風俗部門）を受賞。原研哉『デザインのデザイン』が、第26回サントリー学芸賞（芸術・文学部門）を受賞。赤坂憲雄『岡本太郎の見た日本』が、第17回ドゥマゴ文学賞、第58回芸術選奨文部科学大臣賞を受賞。佐藤卓己『ファシスト的公共性――総力戦体制のメディア学』が、第72回毎日出版文化賞（人文・社会部門）を受賞。2021年6月、岡本厚の後任として代表取締役社長。